# Batalla de Zitlala
La batalla de Zitlala fue una acción militar de la guerra de Independencia de México, efectuada el 4 de junio de 1812, en la actual localidad de Zitlala, Guerrero. Los insurgentes comandados por el general José María Morelos lograron derrotar a las fuerzas realistas muy cerca de las casas de la población. 
Cuando José María Morelos se dirigía a la capital oaxaqueña, derrotó a los realistas en Zitlala, Guerrero. Luego de su salida de Cuautla, Morelos logró reunir a su paso en Chiautla 800 hombres, con partidas de Hermenegildo Galeana y de Miguel Bravo. Tomadas las disposiciones convenientes se puso en marcha contra los realistas Añorve y Cerro, el primero en Chilapa y el segundo en Tixtla, mientras que Francisco París se quedaba protegiendo Ayutla. 
Cerro, sabiendo que Máximo Bravo se dirigía con gente de Chilpancingo se dispuso a atacarlo en Tixtla, dando aviso a Añorve. Aunque se dirigían a Chilpancingo, recibieron noticia de que Morelos se encontraba cerca del Río Tlacesoutitlan, al mismo tiempo que las fuerzas realistas de Julián Ayala se dirigían por Petaquillas, mientras Bravo con la de Chichihualco y el cura Tapia con la de Tlapa. Añorve dio orden a Cerro de que se le uniese, sin embargo una partida de 50 hombres se encontró en las inmediaciones del pueblo de Zitlala con Galeana, que marchaba su gente en dos secciones, logrando la huida de la caballería realista, que dejó armas y prisioneros en el campo de batalla, mismos que fueron llevados a Zacatula. 